# Demîdove, Berezivka
Demîdove (în ucraineană Демидове) este un sat în comuna Berezivka din raionul Berezivka, regiunea Odesa, Ucraina.

## Demografie
Componența lingvistică a localității Demîdove
     Rusă (50,92%)
     Ucraineană (47,62%)
     Alte limbi (1,08%)
Conform recensământului din 2001, majoritatea populației localității Demîdove era vorbitoare de rusă (50,92%), existând în minoritate și vorbitori de ucraineană (47,62%).